# イヌタヌキモ
イヌタヌキモ(Utricularia australis)は、食虫植物であり、水生のタヌキモ属の中型の多年生植物である。地理的な分布範囲は広く、ヨーロッパ、中国や日本を含むアジアの熱帯から温帯、中央、南アフリカ、オーストラリア、ニュージーランド北島等で見られる。種小名のaustralisは、ラテン語で「南の」という意味であり、この種が1810年にオーストラリアで発見されたことを反映している。主にミジンコやタニシの子供などを捕食する。茎に小さな袋が付いていて、その入り口に内側に開く扉がついている。その部分に虫が触れると、その虫をスポイトのように水圧を利用して吸い込み、捕食する。
吸い込み式で、同じ種類の日本に自生するものは、ミミカキグサがある。